# Rovanjska
Rovanjska (italsky Ravagnasca) je vesnice a přímořské letovisko v Chorvatsku v Zadarské župě, spadající pod opčinu Jasenice. Nachází se asi 3 km severozápadně od Jasenice. V roce 2021 zde trvale žilo 291 obyvatel. Rovanjska je samostatnou vesnicí až od roku 2021, předtím byla součástí Jasenice.
Vesnice je napojena na silnici D8. Sousedními vesnicemi jsou Jasenice, Maslenica, Posedarje, Seline a Ždrilo. Zdejší obyvatelé se zabývají převážně turismem, rybolovem, chovem hospodářských zvířat a pěstováním oliv.